# Bellulia kareni
Bellulia kareni là một loài bướm đêm thuộc họ Erebidae. Nó được tìm thấy ở miền bắc Thái Lan và Lào.
Sải cánh dài 8–9 mm. Cánh dưới màu xám với đốm không rõ. Phía dưới màu xám đồng nhất.